# Jacques Millies
Jacques Millies war ein französischer Autorennfahrer.

## Karriere als Rennfahrer
Jacques Millies war einmal beim 24-Stunden-Rennen von Le Mans am Start. 1925 fuhr er gemeinsam mit Émile Lacharnay einen Werks-D.F.P. VA Type 7cv. Das Fahrzeug wurde während des Rennens disqualifiziert, weil die beiden Fahrer die vorgeschriebene Mindestfahrzeit nicht einhalten konnten.

## Statistik

### Le-Mans-Ergebnisse
| Jahr | Team                                  | Fahrzeug           | Teamkollege     | Platzierung     | Ausfallgrund |
| ---- | ------------------------------------- | ------------------ | --------------- | --------------- | ------------ |
| 1925 | Automobiles Doriot-Flandrin-Parant SA | D.F.P. VA Type 7cv | Émile Lacharnay | disqualifiziert |              |